# DB серия 474
DBAG серия 474/874 — электропоезд, созданный для эксплуатации на S-Bahn Гамбурга. Был построен на замену почти 60-летних поездов серии 471. Модификация 474.3 оборудована одновременно пантографами и нижними токосъёмниками для контактного рельса для открывшейся в 2007 наземной линии S3 до Штаде с гибридной контактной сетью.

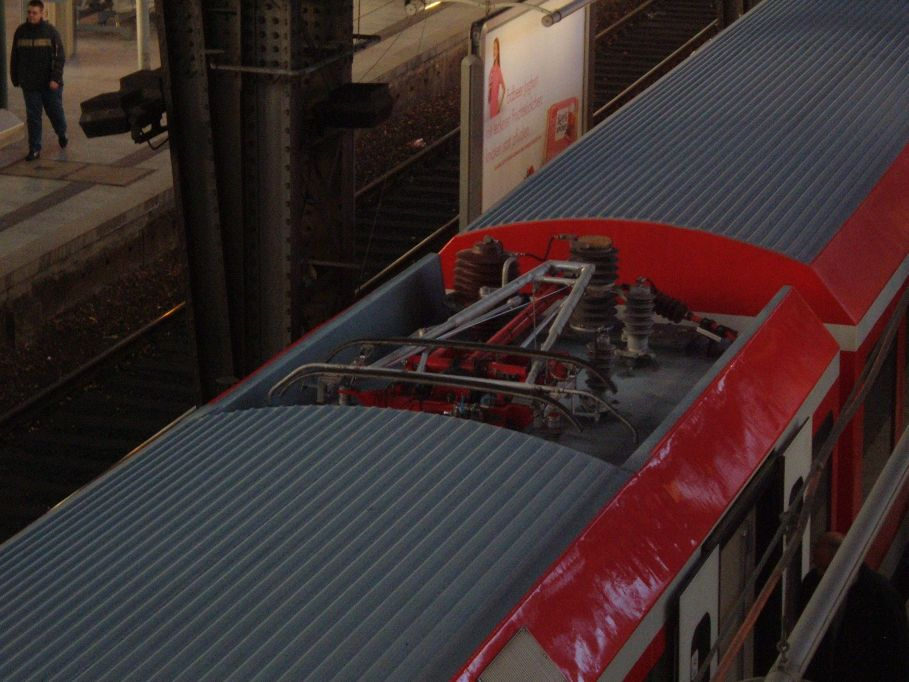
Пантограф гибридного поезда